# Filtr (technika)

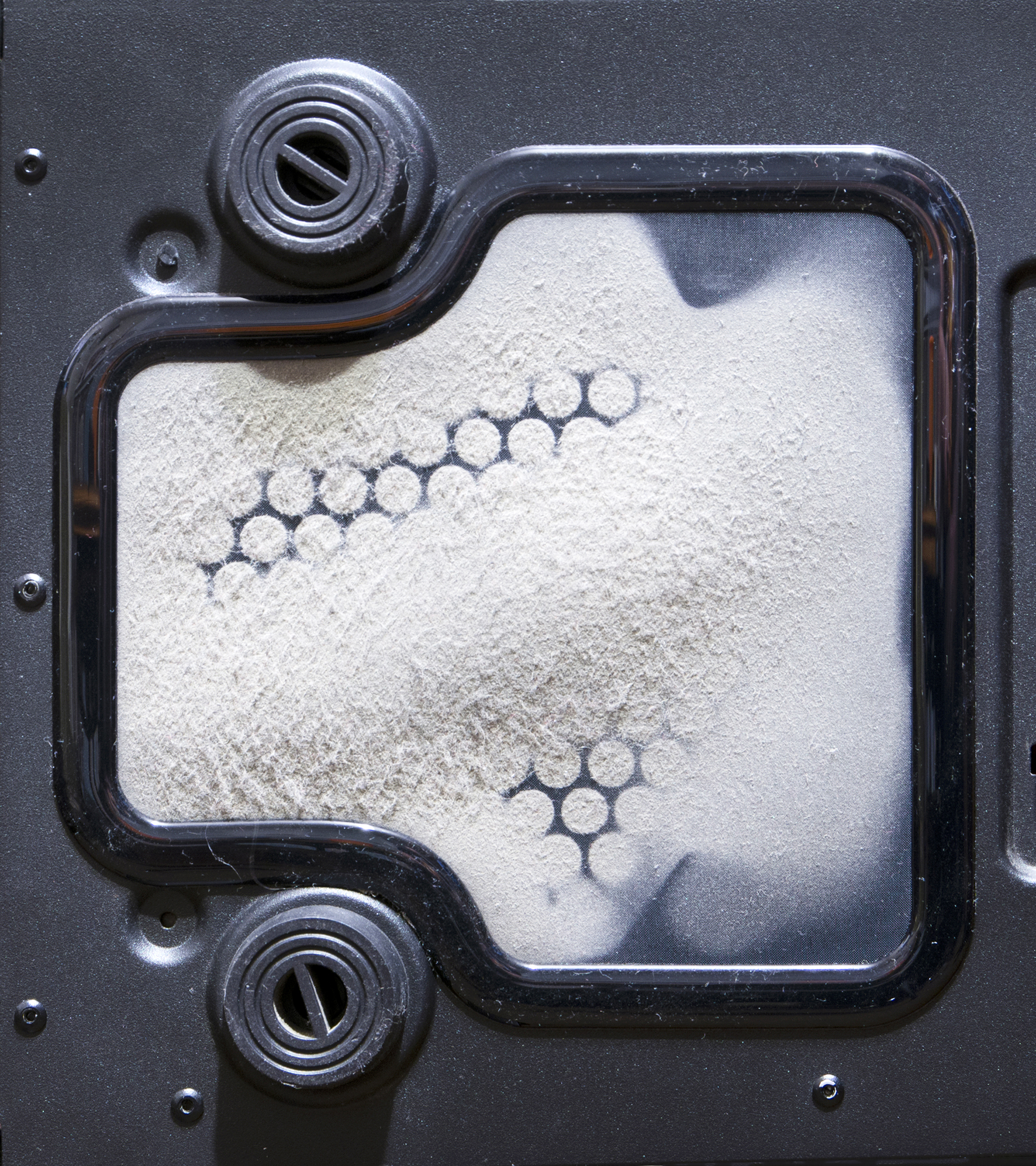
Fitr powietrza pokryty warstwą kurzu

Filtr – błona lub warstwa, zaprojektowana do przepuszczania jedynie pewnej grupy substancji, a zatrzymywania innych. Często używane do usuwania zbędnych lub szkodliwych substancji z wody lub powietrza: 
- samochodowy filtr powietrza – z włókniny lub bibuły; ma na celu niedopuszczenie do gaźnika lub do komory spalania silnika spalinowego drobin pyłu zassanego z otaczającego powietrza
- filtr powietrza w sprężarkach – podobnie jak w samochodowym, oczyszcza dostarczane z otoczenia powietrze z pyłu i kurzu
- filtry do wody (z węglem aktywnym, ceramiczne, z włókniną itp.) mają na celu oczyszczenie wody zarówno z drobin stałych, zanieczyszczeń, jak i (niekiedy) wytrącenie z niej niektórych zanieczyszczeń chemicznych lub biologicznych
- filtr do kawy jest w istocie odmianą filtra do wody z gęstej bibuły; ma na celu oddzielenie od naparu kawy drobin zmielonego ziarna